# Kanzel St-Géry (Cambrai)

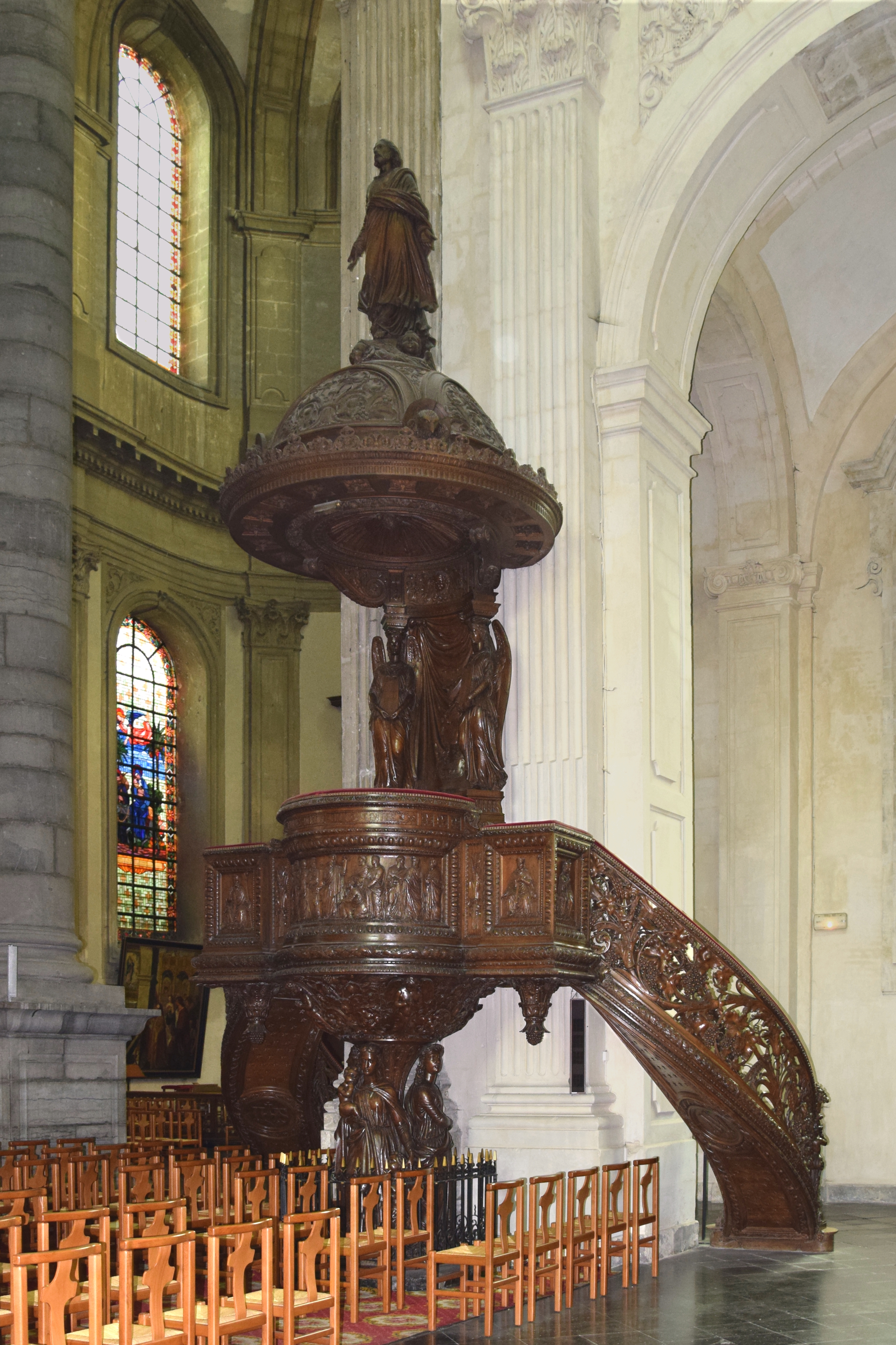
Kanzel in Cambrai

Die Kanzel in der katholischen Kirche St-Géry von Cambrai, einer französischen Stadt im Département Nord in der Region Hauts-de-France, wurde 1840 geschaffen. Die Kanzel aus Eichenholz wurde im Jahr 1981 als Monument historique in die Liste der denkmalgeschützten Objekte (Base Palissy) in Frankreich aufgenommen.
Der Kanzelkorb, gut sichtbar im Kirchenschiff, wurde vom Architekten André de Baralle entworfen und von den Bildschnitzern René Fache und Huidiez ausgeführt. Der hölzerne Sockel wird von drei Frauenfiguren umgeben, die die drei Tugenden Glaube, Hoffnung und Liebe symbolisieren. Der Kanzelkorb zeigt Christus mit den zwölf Aposteln. Rechts und links daneben sind am Übergang zu den beiden Treppen zwei Bischöfe dargestellt. 
An der Kanzelwand stehen zwei große Engelsfiguren, die das Alte und Neue Testament symbolisieren. Der runde Schalldeckel wird von einer Christusfigur bekrönt. An der Unterseite ist eine geschnitzte Heiliggeisttaube angebracht. 
Zwei hufeisenförmige Treppen führen auf die Kanzel. Die Treppengeländer sind mit den Symbolen der Eucharistie, Brot und Wein, geschmückt. Am Anfang der Treppen tragen Karyatiden Blumenkörbe auf ihren Köpfen.